# Chérif Ousmane Madani Haïdara
Chérif Ousmane Madani Haïdara est un prédicateur Soufi malien qui a créé en 1993 le mouvement religieux appelé Ançar Dine  (sans lien avec le groupe terroriste  Ansar Dine).

## Biographie
Né le 12 mai 1955 à Tamani dans la région de Ségou, il suit des études religieuses à l'établissement de Saad Touré avant d'être confié à un marabout du nom de Bama Worofana. Vers 1979-1980, il prêche en Côte d'Ivoire avant de retourner au Mali. Il est suspendu en 1986 par le gouvernement du président Moussa Traoré. Interpellé plusieurs fois par la police et la gendarmerie, il répond toujours favorablement à ces appels sans être inquiété. Les membres de l'Association malienne pour l'unité et le progrès de l'islam (AMUPI) lui reprochaient d'avoir insulté les dirigeants lors de ses prêches. Le premier grand point était le "Baya" autrement dit un serment que le fidèle doit promettre avant d'entrer à l'islam. Un mot que n'ont pas apprécié les dirigeants de l'époque et certains de maintenant. Ses prêches ont toujours été en faveur de bonne conduite du musulman dans la société, plutôt que la prière seulement. La suspension fut levée finalement en 1998 officiellement, et dès lors il organise chaque année les activités sur la naissance du prophète Mahomet.
En 2002, il devient vice-président du Haut Conseil islamique malien (HCIM) à la création de cette institution qui sert d’interface entre les communautés musulmanes et le pouvoir.
À la fin de l'année 2011 est créé le Groupement des leaders spirituels musulmans du Mali, qui revendique la représentation de l'islam malikite majoritaire au sein de la population et dont Chérif Ousmane Madani Haïdara prend la présidence. Depuis le 21 avril 2019, il préside le Haut Conseil islamique malien.

## Doctrine
L'islam tel qu'enseigné par Chérif Ousmane Madani Haïdara est radicalement opposé à la violence et aux groupes terroristes. Chérif Ousmane Madani Haïdara prône l'émergence d'un musulman tolérant vis-à-vis des autres courants religieux et qui est résolument tourné vers la construction de son pays par le travail, l’honnêteté, la droiture et l'intégrité.